# Francisco Javier López Castro
 Francisco Javier López Castro  (Barcelona, 3 maart 1964) is een Spaans oud-voetballer en trainer.  Hij is beter bekend onder de naam  Javi López .
Als voetballer startte hij zijn carrière als verdediger in de Regionale Catalaanse competitie bij achtereenvolgens  Espanyol B en CD Masnou.  Daarna stapte hij over naar de Segunda División B bij respectievelijk UD Fraga, CF Gandia en UD Mérida.  Bij deze laatste ploeg behaalde hij tijdens zijn eerste seizoen een vierde plaats, wat toegang gaf aan de eindronde.  De promotie werd afgedwongen zodat hij vanaf seizoen 1991-1992 voor deze ploeg uitkwam in de Segunda División A.  Hij zou ook nog voor twee andere ploegen uit dezelfde reeks spelen, seizoen 1992-1993 voor Yeclano CF en vanaf seizoen 1993-1994 drie seizoenen voor Villarreal CF.  Vanaf seizoen 1996-1997 bouwde hij zijn carrière af en kwam achtereenvolgens nog terecht bij Racing Ferrol (Segunda División B), SD San Pedro (Tercera División) en CD Onda (Tercera División).
Bij deze laatste ploeg startte hij tijdens het seizoen 1999-2000 als hulptrainer.  Tijdens het eerste seizoen als hoofdtrainer (2000-2001) behaalde hij bij deze ploeg een mooie derde plaats, dat toegang gaf tot de eindronde.  Tijdens de eindronde zou de ploeg de promotie naar de Segunda División B afdwingen.  Het daaropvolgende seizoen kon de ploeg uit Onda enkel beslag leggen 19de plaats, met degradatie als het gevolg.
De trainer vond wel weer onderdak bij ploegen uit de Segunda División B met Ciudad de Murcia (2002-2003), Novelda CF (2003-2004) en CD Castellón (2004-2005).  Bij deze laatste ploeg behaalde hij een vierde plaats, wat recht gaf om mee te spelen in de eindronde.  De promotie naar de Segunda División A werd afgedwongen.
Hij verliet de ploeg om aan te sluiten bij het net gedegradeerde UD Salamanca.  Tijdens zijn eerste seizoen 2005-2006 bracht hij de ploeg op de eerste plaats en in de daaropvolgende eindronde werd de promotie naar Segunda División A afgedwongen.  Het daaropvolgende seizoen 2006-2007 zou hij zich samen met de ploeg uit Salamanca gemakkelijk handhaven.
Tijdens het seizoen 2007-2008 zou hij overstappen naar het net uit Primera División getuimelde Gimnàstic de Tarragona.  Door de slechte resultaten in de Segunda División A werd hij op maandag 7 januari 2008 ontslagen.
In 2009 verving hij Manix Mandiola Barcelona bij Deportivo Alavés (Segunda División A), maar hij kon de degradatie van de Baskische club niet verhinderen.
Voor het seizoen 2009-2010 ondertekende López een contract bij Recreativo Huelva (Segunda División A). Op 30 november 2009 werd hij ontslagen wegens het slechte spel dat de ploeg ontwikkelde en wegens het gemis aan resultaten.
Tijdens het seizoen 2010-11 stapte hij over naar reeksgenoot Xerez CD.  De ploeg kende een zeer wisselvallig seizoen en zou uiteindelijk eindigen op een achtste plaats.  Op het einde van het seizoen besliste hij om zijn contract niet te verlengen.
Nadat FC Cartagena, weer een ploeg uit de Segunda División A,  tijdens het seizoen 2011-2012 de vier eerste wedstrijden verloren had en in de beker uitgeschakeld was, werd hun trainer Francisco López Fernández op maandag 19 september 2011 ontslagen en verving López hem diezelfde dag. Doordat de ploeg heel moeilijk tot scoren kwam, 9 doelpunten na 18 wedstrijden, belandde de ploeg op de allerlaatste plaats bij de aanvang van de winterstop. Om deze reden werd de Catalaanse coach op zijn beurt ontslagen op 22 december 2011 en de daaropvolgende dag vervangen door Juan Carlos Ríos Vidal.
Na het ontslag van Ricardo Rodríguez Suárez op de achttiende speeldag van het seizoen 2013-2014 van de Segunda División A,  werd Javi López trainer van Girona FC.  Hij werd zelf ontslagen na 11 wedstrijden, omdat hij maar 1 overwinning, 6 gelijke spelen en 4 verloren wedstrijden kende bij de Catalaanse ploeg.
Tijdens de maand november 2014, tekende hij een contract bij Celta de Vigo B tot op het einde van het seizoen.  Met dit filiaal uitkomend in de Segunda División B, behaalde hij maar 15 punten van de 48 te verdelen punten.  Na deze zestien wedstrijden werd hij voor deze reden op 17 maart 2015 ontslagen.
Het seizoen 2018-2019 startte hij op de bank van CD Lugo, een ploeg uit de Segunda División A.  Toen de resultaten niet in lijn waren van de verwachtingen, werd hij in oktober 2018 reeds aan de deur gezet en opgevolgd door Alberto Jiménez Monteagudo.